# Honor 8
Huawei Honor 8 — смартфон компании Huawei, выпущенный в 2016 году. Аппарат является частью линейки серии Honor.

## Технические данные

### Аппаратное обеспечение
За производительность Honor 8 отвечает восьмиядерный процессор Hisilicon Kirin 950: 4×2,3 ГГц (ARM Cortex-A72) + 4×1,8 ГГц (ARM Cortex-A53) — архитектурой 16 нм. В качестве графического процессора установлен Mali-T880MP4. Емкость несъёмной аккумуляторой батареи составляет 3000 mAh. Аппарат обладает 32 или 64 ГБ постоянной встроенной памяти. Объём оперативной памяти составляет 4 ГБ. Размер экрана 5,2 дюйма, разрешение 1080x1920 пикселей. Экран покрыт 2,5D стеклом.
На задней панели находится основная камера с двумя объективами, каждый из которых имеет разрешение 12 мегапикселей. Один из объективов делает снимки в чёрном-белом цвете, во второй встроен датчик RGB, благодаря чему он снимает цветные изображения. После съёмки два полученных изображения сливаются в одно, тем самым повышая качество снимков. Видеосъёмка осуществляется в формате Full HD. Помимо основной камеры на передней панели имеется фронтальная с разрешением 8 мегапикселей.
Аппаратная начинка Honor 8 также включает в себя разговорный динамик со встроенным светодиодным уведомлением, сенсорный сканер отпечатков пальцев на задней панели, инфракрасный порт, позволяющий использовать смартфон как пульт дистанционного управления, два одновременно работающих модуля связи, датчик NFC. В Honor 8 имеется гибридный слот для использования либо двух SIM-карт, либо одной SIM-карты одновременно с картой памяти (максимально возможный объём — до 128 ГБ). Для синхронизации с другими устройствами, а также для зарядки аккумуляторной батареи смартфон оснащён разъёмом стандарта Type-C. Honor 8 поддерживает функцию быстрой зарядки QuickCharge. Кроме того, сканер отпечатка пальцев выполняет функцию «умной кнопки», благодаря которой пользователь может запускать приложения нажатием на неё и выполнять прокрутку экрана вверх или вниз. Пользователь также имеет возможность открывать нужные приложения с помощью заранее самостоятельно запрограммированных движений пальца на экране.
Размеры смартфона: длина 145,5 мм, ширина 71 мм, толщина 7,5 мм; вес 153 г. Honor 8 имеет алюминиевый ободок на боковых панелях, а задняя панель сделана из стекла. Для пользователя, в зависимости от того в какой стране аппарат куплен, смартфон доступен в следующих расцветках: синий сапфир (sapphire blue), белый жемчуг (pearl white), розовая сакура (sakura pink), золотой рассвет (sunrise gold), чёрная полночь (midnight black).

### Программное обеспечение
Смартфон работает под управлением интерфейса EMUI 4.0 — оболочка и надстройка над ОС Android версии 6.0 Marshmallow. В феврале 2017 года компания Huawei выпустила обновление для смартфона — интерфейс EMUI 5.0 на базе Android 7.0 Nougat.

## Дизайн
Передняя и задняя панели устройства покрыты закругленным по краям 2.5D-стеклом, боковые грани гаджета металлические и тоже закруглены, благодаря чему аппарат максимально удобно и приятно лежит в руке. Задняя панель переливается при солнечном свете. Особенно этот эффект заметен в темно-синей версии флагмана.
Недостатком можно назвать тот факт, что и передняя, и задняя стеклянные панели недостаточно устойчивы к собиранию отпечатков пальцев.

## Презентация
Впервые смартфон был представлен в июле 2016 года в Китае. Предзаказ на Honor 8 можно было оформить, начиная с 18 июля 2016 года, а спустя сутки смартфон поступил в продажу. В течение первых четырёх дней с момента начала оформления предзаказа интерес гаджету в Китае проявили более 5 млн человек.
.
Презентация смартфона для реализации в США состоялась в Сан-Франциско 16 августа 2016 года, а для стран Европы — 24 августа в Париже.

## Отзывы
Honor 8 был удостоен награды «выбор редактора» от Android Central и от Tom’s Guide, а Ljud & Bild также был признан лучшим мобильным телефоном в среднем ценовом сегменте. Кроме того Honor 8 по версии Android Police’s вместе с Moto Z Play, OnePlus 3, OnePlus 3T, ZTE Axon 7 и BlackBerry DTEK60 вошёл в число лучших смартфонов среднего уровня 2016 года.